# دالی بیندرا
دالی بیندرا (به انگلیسی: Dolly Bindra) (زاده ۲۰ ژانویه ۱۹۷۰) بازیگر، کمدین هندی است.
از فیلم‌های معروف او می‌توان به بازی در فیلم مسابقه زندگی اشاره کرد.

## فیلم‌شناسی
فهرست برخی از فیلم‌هایی که دالی بیندرا در آنها به ایفای نقش پرداخته‌است:
- مسابقه زندگی
- چرا من دوست دارم؟
- تلاش
- بله من به خوبی عاشق بودم
- بازیکنی از بازیکنان
- داستان شگفت‌انگیز
- شورش
- قهر
- زنجیر
- مدهوشی
- مرد و قولش
- دیوونه بازی
- عشق بازی نیست